# Бюльбюль золотоокий
Бюльбю́ль золотоокий (Ixodia erythropthalmos) — вид горобцеподібних птахів родини бюльбюлевих (Pycnonotidae). Мешкає в Південно-Східній Азії.

## Поширення і екологія

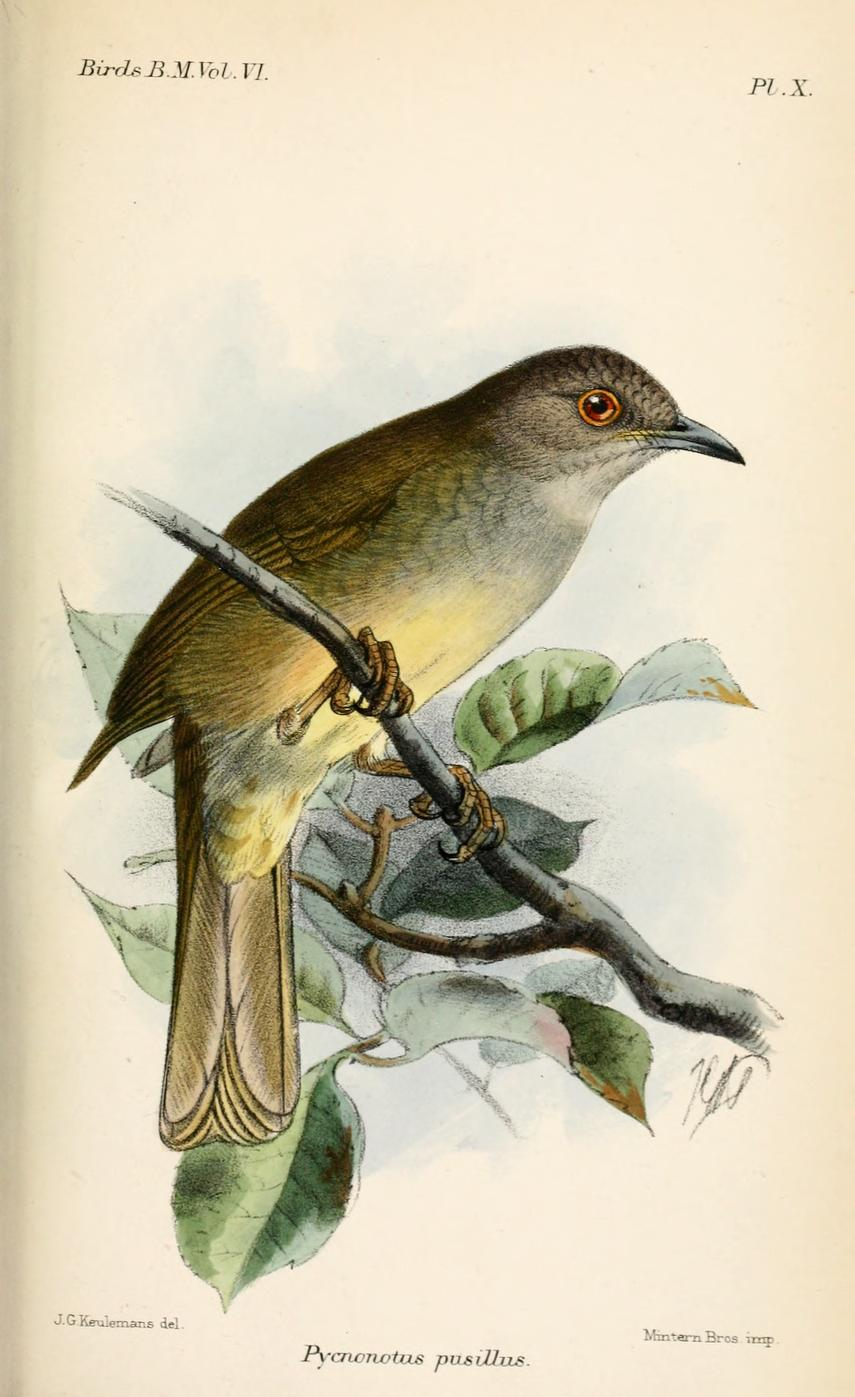
Золотоокий бюльбюль

Золотоокі бюльбюлі мешкають на Малайському півострові, на Суматрі, Калімантані та на сусідніх островах. Вони живуть у вологих рівнинних і заболочених тропічних лісах, в мангрових лісах і садах.